# Турнір п'яти націй 1996
Турнір п'яти націй 1996 це 67-тий турнір з серії Турнірів п'яти націй — щорічної регбійної конкуренції поміж основними збірними північної півкулі або 102 по рахунку турнір (враховуючи турніри домашніх націй) та заразом перший професійний турнір п'яти націй проведений в аматорську епоху цього виду спорту, так як керівний орган союзу регбі, Міжнародна Рада Регбі, 26 серпня 1995 року проголосила цей спорт професійним.
Турнір складався з 10-ти матчів, проведених в період з 20 січня по 16 березня 1996 року. Переможцем знову стала збірна Англії. Англійці здобули Потрійну Корону, Кубок Калькути та Трофей Мілленіума. Друге місце дісталось Шотландцям, третє — Французам, четверте — збірній Уельсу та в кінці таблиці останніми виявились Ірландці.

## Учасники
В турнірі п'яти націй 1996 року взяли участь команди:
| Країна    | Стадіон                        | Місто    | Головний тренер |
| --------- | ------------------------------ | -------- | --------------- |
| Англія    | Твікенем                       | Лондон   | Джек Роуелл     |
| Франція   | Парк де Пренс                  | Париж    | Жан-Клод Скреля |
| Ірландія  | Ленсдаун Роуд                  | Дублін   | Мюррей Кідд     |
| Шотландія | Мюррейфілд                     | Единбург | Джим Телфер     |
| Уельс     | Національний стадіон (Кардіфф) | Кардіфф  | Кевін Боурінг   |

## Таблиця
| Місце | Збірна    | Матчі     | Матчі   | Матчі | Матчі    | Бали | Бали  | Бали    | Результати |
| Місце | Збірна    | Розіграно | Виграно | Нічия | Програно | За   | Проти | Різниця | Результати |
| ----- | --------- | --------- | ------- | ----- | -------- | ---- | ----- | ------- | ---------- |
| 1     | Англія    | 4         | 3       | 0     | 1        | 79   | 54    | +25     | 6          |
| 2     | Шотландія | 4         | 3       | 0     | 1        | 60   | 56    | +4      | 6          |
| 3     | Франція   | 4         | 2       | 0     | 2        | 89   | 57    | +32     | 4          |
| 4     | Уельс     | 4         | 1       | 0     | 3        | 62   | 82    | -20     | 2          |
| 5     | Ірландія  | 4         | 1       | 0     | 3        | 65   | 106   | −41     | 2          |

## Результати
| 20 січня 1996 15:00 |

| Франція                                          | 15 — 12 | Англія                                      |
| ------------------------------------------------ | ------- | ------------------------------------------- |
| Пенальті: Лакруа (3) Дроп-гол:: Кастан'єд Лакруа |         | Пенальті: Грейсон (2) Дроп-гол: Грейсон (2) |

| Парк де Пренс, Париж К-ть глядачів: 45,000 Суддя: Девід МакХью (Ірландія) |

| 20 січня 1996 15:00 |

| Ірландія                                           | 10 — 16 | Шотландія                                               |
| -------------------------------------------------- | ------- | ------------------------------------------------------- |
| Спроби: Клохессі Реалізація: Елвуд Пенальті: Елвуд |         | Спроби: Додс МакКензі Пенальті: Додс Дроп-гол: Товнсенд |

| Ленсдаун Роуд, Дублін Суддя: Браян Кампсалл (Англія) |

| 3 лютого 1996 15:00 |

| Англія                                                                | 21 — 15 | Уельс                                                   |
| --------------------------------------------------------------------- | ------- | ------------------------------------------------------- |
| Спроби: Гаскотт Р. Андервуд Реалізація: Грейсон Пенальті: Грейсон (3) |         | Спроби: Хавлей Тейлор Реалізація: Томас Пенальті: Томас |

| Твікенем, Лондон Суддя: Кен МакКартні (Шотландія) |

| 3 лютого 1996 15:00 |

| Шотландія                           | 19 — 14 | Франція                                       |
| ----------------------------------- | ------- | --------------------------------------------- |
| Спроби: Додс (2) Пенальті: Додс (3) |         | Tries: Беназзі Пенальті: Кастан'єд Лакруа (2) |

| Мюррейфілд, Единбург К-ть глядачів: 65,000 Суддя: Клейтон Томас (Уельс) |

| 17 лютого 1996 15:00 |

| Франція                                                                              | 45 — 10 | Ірландія                                  |
| ------------------------------------------------------------------------------------ | ------- | ----------------------------------------- |
| Спроби: Акосберрі Кампон Кастель (2) Нтамак (2) Сент-Андре Реалізація: Кастан'єд (5) |         | Реалізація: Хампфрейс Пенальті: Хампфрейс |

| Парк де Пренс, Париж Суддя: Ед Моррісон (Англія) |

| 17 лютого 1996 15:00 |

| Уельс                               | 14 — 16 | Шотландія                                            |
| ----------------------------------- | ------- | ---------------------------------------------------- |
| Спроби: Проктор Пенальті: Томас (3) |         | Спроби: Товнсенд Реалізація: Додс Пенальті: Додс (3) |

| Національний стадіон, Кардіфф К-ть глядачів: 47,000 Суддя: Дж. Дюм (Франція) |

| 2 березня 1996 15:00 |

| Ірландія                                                                       | 30 — 17 | Уельс                                                   |
| ------------------------------------------------------------------------------ | ------- | ------------------------------------------------------- |
| Спроби: Коркері Фурчер Гейген Вудс Реалізація: Мейсон (2) Пенальті: Мейсон (2) |         | Спроби: Еванс (2) Реалізація: Томас (2) Пенальті: Томас |

| Ленсдаун Роуд, Дублін Суддя: Дідієр Мен (Франція) |

| 2 березня 1996 15:00 |

| Шотландія          | 9 — 18 | Англія                |
| ------------------ | ------ | --------------------- |
| Пенальті: Додс (3) |        | Пенальті: Грейсон (6) |

| Мюррейфілд, Единбург К-ть глядачів: 67,000 Суддя: Дерек Беван (Уельс) |

| 16 березня 1996 15:00 |

| Англія                                                                        | 28 — 15 | Ірландія                                |
| ----------------------------------------------------------------------------- | ------- | --------------------------------------- |
| Спроби: Слейтхолм Реалізація: Грейсон Пенальті: Грейсон (6) Дроп-гол: Грейсон |         | Пенальті: Мейсон (4) Дроп-гол: Хампрейс |

| Твікенем, Лондон К-ть глядачів: 75,000 Суддя: Едвард Мюррей (Шотландія) |

| 16 березня 1996 15:00 |

| Уельс                                                     | 16 — 15 | Франція                                                            |
| --------------------------------------------------------- | ------- | ------------------------------------------------------------------ |
| Спроби: Хавлі Реалізація: Дженкінс Пенальті: Дженкінс (3) |         | Спроби: Кастан'єд Нтамак Реалізація: Кастан'єд Пенальті: Кастан'єд |

| Національний стадіон, Кардіфф К-ть глядачів: 52,000 Суддя: Браян Стірлінг (Ірландія) |